# GSワンダーランド
『GSワンダーランド』（ジーエスワンダーランド）は、2008年11月15日公開の日本映画。日活配給。キャッチコピーは、世界が僕を待っていた。

## 概要
GSを扱った作品であり、その当時GSブームを支えた往年の人物や関係者が随所にキャスティングされているのも特徴の一つである。元『ザ・タイガース』のサリーこと岸部一徳が主人公達の所属するレコード会社の社長、息子の岸部大輔が劇中GSバンド「ザ・ライオンズ」のヴォーカルとして起用され、オープニング音楽を飾っている。「ザ・タイツメン」の4人は撮影前から実際に担当楽器を練習し、撮影に臨んだ。石田卓也、高岡蒼甫、温水洋一など歌手活動をしていない俳優を起用し、その歌声が聞ける。

## ストーリー
GSブーム全盛期の1968年。新人グループ「ザ・タイツメン」はフリフリの王子様スタイルにマッシュルームカット、白いタイツに編み上げブーツという衣装で、デビューするなり一躍人気となる。人気の中心は美形のミックだが、その正体は女である。秘密を抱えながらマサオ、シュン、ケンタ、ミックの4人はデビュー曲「海岸線のホテル」のヒットを目指すが、彼らを付け狙うカメラマンが現れる。

## キャスト
- 大野ミク（ミック）：栗山千明
- 紀川マサオ：石田卓也
- 正巳屋シュン：水嶋ヒロ
- 柏崎ケンタ：浅利陽介
- 大河内宗雄：温水洋一
- 五味渕勝彦：緋田康人
- 佐分利信二郎：村松利史
- 石貫妙子：三倉茉奈
- 石貫明美：三倉佳奈
- 磯田茂子（大家）：根岸季衣
- 手島清宣（TV司会者）：湯原昌幸
- 百瀬あつし：山崎一
- ポール岡田：渡部豪太
- シェリー浜田：藤間宇宙
- 村上大吾：篠山輝信
- 熊田恭一：ケンドーコバヤシ
- 大西芳夫：山崎樹範
- 榎崇洋（酋長）：片桐仁
- ジェット吉川：佐藤二朗
- 鎌田兼一：大杉漣
- 長谷川タツオ：高岡蒼甫
- 梶井良介：武田真治
- 佐々木智典：杉本哲太
- 松田重吉：岸部一徳
- 重川政巳：森田順平
- 獅子神タケロウ（ザ・ライオンズ .Vo）：岸部大輔

## スタッフ
- 制作総指揮：吉田尚剛
- 監督：本田隆一
- 脚本：本田隆一、永森裕二
- 撮影：小林元
- 美術：丸尾知行
- 音楽プロデューサー：高護
- 音楽：サリー久保田
- プロデューサー：永森裕二、永井正敏、曽我勉
- 企画制作：AMGエンタテインメント
- 制作プロダクション：グランデ
- 製作委員会メンバー：ジェネオンエンタテインメント、アミューズメントメディア総合学院、ポニーキャニオンエンタープライズ、テレビ神奈川、テレビ埼玉、チバテレビ、三重テレビ、京都放送、サンテレビ
- 配給：デスペラード、日活

## 劇中歌
- 「ベニスの夜空」作詞：本田隆一、作曲：サリー久保田、歌：石田卓也
- 「君にヘイ!ヘイ!」作詞：本田隆一、作曲：サリー久保田、歌：石田卓也
- 「海岸線のホテル」作詞：橋本淳、作曲：筒美京平、編曲：サリー久保田、管編曲：高浪慶太郎、歌：石田卓也
- 「レッツ・ゴーよさこい」作詞・作曲：民謡、編曲：サリー久保田、歌：石田卓也
- 「泣かずにいられない」作詞：サミー前田・本田隆一、作曲：ホリウチトオル、編曲：ザ・サイクロンズ、歌：高岡蒼甫
- 「ミスター・シャドウナイト」作詞：サミー前田/本田隆一、作曲：ホリウチトオル、編曲：ザ・サイクロンズ、歌：高岡蒼甫
- 「自由世界ー1」作詞：本田隆一、作・編曲：サリー久保田、歌：片山尚志（片山ブレイカーズ&ザ★ロケンローパーティ）
- 「すてきなエルザ」作詞：藤間実、作曲：中島安敏、編曲：サリー久保田、歌：岸部大輔、コーラス：青木拓磨
- 「あなたのフリをして」作詞・作曲：淡谷三治、作曲・編曲：盆帆与四、歌：温水洋一、コーラス：大場こういち・緋田康人・村松利史
- 「ダイアモンド・ナイト」作詞：橋本淳、作曲：筒美京平、編曲：サリー久保田、管編曲：高浪慶太郎、歌：栗山千明
- 「涙の森の物語」作詞：横井弘、作曲：小川寛興、編曲：森岡賢一郎、歌：中村晃子
- 「君に会いたい」作詞・作曲：清川正一、歌：ザ・ジャガーズ
- 「いつまでもいつまでも」作詞・作曲：佐々木勉、編曲：ザ・サベージ・林一、歌：ザ・サベージ
- 「あの時君は若かった」作詞：菅原芙美恵、作曲：かまやつひろし、歌：ザ・スパイダース

## 受賞
- 第18回日本映画批評家大賞助演男優賞：岸部一徳[1]

## DVD
- GSワンダーランド プレミアム・エディション（2009年4月24日、ジェネオン・ユニバーサル・エンターテイメントジャパン）

## CD
- 海岸線のホテル（2008年11月1日、ウルトラ・ヴァイブ）
- GSワンダーランド オリジナル・サウンドトラック（2008年11月15日、ウルトラ・ヴァイブ）